# Classe Clemson
La classe Clemson a été une série de 156 destroyers de la marine américaine, peu armés. Ils servaient en général de navire d’escorte.

## Histoire
C'était une refonte de la classe Wickes. Les navires de la classe Clemson ont été commandés entre 1919 et 1922. Ils furent construits dans les différents chantiers des Etats Unis et la plupart ne servirent jamais en temps de guerre et un certain nombre furent déclassés en 1930 et ferraillés ou mis en réserve dans le cadre du traité naval de Londres. 7 destroyers sont perdus lors d'un échouement de masse lors de la catastrophe de Honda Point le 8 septembre 1923.
Ce bâtiment était armé, dans sa version de base, de quatre canons de 102 mm, d'un canon antiaérien de 76 mm et de 12 torpilles de 533 mm regroupés en quatre lanceurs de 3. En plus de ce faible armement, il était vulnérable aux bombes et aux tirs d'artillerie.
Durant la Seconde Guerre mondiale, cinquante furent donnés à la Royal Navy, ou plus exactement échangés contre l'accès de la marine américaine aux bases navales des Bermudes   (accord dit  Destroyers for bases agreement), canadiennes et soviétiques, et un fut capturé par le Japon. Parmi les navires donnés aux Britanniques, 20 navires seront regroupés sous la classe Town qui en compte 50. Les anglais n'apprécièrent guère ces navires, qui malgré des mesures de conservation et d'hivernage avaient souffert de l'inaction dans la "Mothball fleet" (flotte de la naphtaline) pendant l'entre-deux-guerres.
Un des navires britanniques de la classe Town (le Cambeltown) eut un destin hors normes: il fut transformé en une sorte de torpille géante et sacrifié pour détruire le sas d'accès à la forme Joubert lors du raid britannique sur St Nazaire, interdisant ainsi aux allemands de faire caréner leurs  gros navires de surface dans cette base plus éloignée que Brest des aérodromes militaires anglais.
Les Clemson vont être, pour la plupart, remis au service actif à l’occasion du conflit, certains vont être modifiés pour devenir des tender d'hydravion (AVP/AVD), mouilleurs de mine (DM), dragueurs de mine rapides (DMS) ou transport de troupes (APD). Ceux qui ne sont pas convertis sont affectés comme escorteurs ASM en priorité dans les Hunter killer de protection des convois en Atlantique. Les unités converties seront envoyées sur tous les théâtres, Principalement dans le Pacifique durant les combats dans l'archipel des Salomon ou aux Philippines.
L'action du célèbre roman d'Herman Wouk Ouragan sur le Caine (qui fut porté à l'écran avec Humphrey Bogart dans le rôle principal) se déroule à bord d'un DMS (Destroyer dragueur de mines) dérivé d'un navire de la série Clemson.

## Production
| Nom                             | Rebaptisé                         | Chantier                   | Sur cale          | Lancement         | Mise en service           | Sort ultime* |
| ------------------------------- | --------------------------------- | -------------------------- | ----------------- | ----------------- | ------------------------- | --- |
| USS Clemson (DD-186)            | AVP-17, AVD-4 et APD-31           | Newport News               | 11 mai 1918       | 29 décembre 1919  | 12 octobre 1945           | Vendu pour la ferraille en 21 novembre 1945 |
| USS Dahlgren (DD-187)           | AG-91                             | Newport News               | 8 juin 1918       | 6 janvier 1920    | 12 décembre 1945          | Vendu pour la ferraille en 17 juin 1946 |
| USS Goldsborough (DD-188)       | AVP-18, AVD-5 et APD-32           | Newport News               | 8 juin 1918       | 26 janvier 1920   | 11 octobre 1945           | Vendu pour la ferraille en 21 novembre 1946 |
| USS Semmes (DD-189)             | AG-24                             | Newport News               | 10 juillet 1918   | 21 février 1920   | 2 juin 1946               | Vendu pour la ferraille en 25 novembre 1946 |
| USS Satterlee (DD-190)          | HMS Belmont                       | Newport News               | 10 juillet 1918   | 23 décembre 1919  | 8 octobre 1940 puis RN    | Coulé par l'U-82 le 31 janvier 1942 |
| USS Mason (DD-191)              | HMS Brodwater                     | Newport News               | 10 juillet 1918   | 28 février 1920   | 8 octobre 1940 puis RN    | Torpillé le 18 octobre 1941 par l'U-101 |
| USS Graham (DD-192)             | -                                 | Newport News               | 7 septembre 1918  | 13 mars 1920      | 31 mars 1922              | Abordage le 16 décembre 1921 avec le SS Panama puis vendu pour la ferraille le 19 septembre 1922                                                         |
| USS Abel P. Upshur (DD-193)     | HMS Clare                         | Newport News               | 20 août 1918      | 23 décembre 1920  | 23 septembre 1940 puis RN | Vendu pour la ferraille en 1945 |
| USS Hunt (DD-194)               | HMS Broadway                      | Newport News               | 20 août 1918      | 30 septembre 1920 | 8 octobre 1940 puis RN    | Vendu pour la ferraille en 1947 |
| USS Welborn C. Wood (DD-195)    | HMS Chesterfield                  | Newport News               | 24 septembre 1918 | 14 janvier 1921   | 9 septembre 1940 puis RN  | Vendu pour la ferraille en 1941 |
| USS George E. Badger (DD-196)   | AVP-16, AVD-3 et APD-33           | Newport News               | 24 septembre 1918 | 28 juillet 1920   | 3 octobre 1945            | Vendu pour la ferraille en 1946 |
| USS Branch (DD-197)             | HMS Beverley                      | Newport News               | 25 octobre 1918   | 26 juillet 1920   | 8 octobre 1940 puis RN    | Coulé le 9 avril 1943 par l'U-188 |
| USS Herndon (DD-198)            | HMS Churchill et URSS Deyatelny   | Newport News               | 25 novembre 1918  | 14 septembre 1920 | 9 septembre 1940 puis RN  | Coulé par une mine ou l'U-956 le 16 janvier 1945 |
| USS Dallas (DD-199)             | Alexander Dallas                  | Newport News               | 25 novembre 1918  | 29 octobre 1920   | 28 juillet 1945           | Vendu pour la ferraille le 30 novembre 1945 |
| DD-200 à DD-205 annulés         |                                   |                            |                   |                   |                           | |
| USS Chandler (DD-206)           | DSM-9 et AG-108                   | William Cramp & Sons       | 19 août 1918      | 5 septembre 1919  | 21 novembre 1919          | Vendu pour la ferraille le 18 novembre 1946 |
| USS Southard (DD-207)           | DSM-10                            | William Cramp & Sons       | 18 août 1918      | 24 septembre 1919 | 15 décembre 1945          | Épave détruite le 14 janvier 1946 |
| USS Hovey (DD-208)              | DSM-11                            | William Cramp & Sons       | 7 septembre 1918  | 2 octobre 1919    | -                         | Coulé le 6 janvier 1945 |
| USS Long (DD-209)               | DSM-12                            | William Cramp & Sons       | 23 septembre 1918 | 20 octobre 1919   | -                         | Coulé par un kamikaze le 6 janvier 1945 |
| USS Broome (DD-210)             | AG-96                             | William Cramp & Sons       | 8 octobre 1918    | 31 octobre 1919   | 20 mai 1946               | Vendu pour la ferraille le 20 novembre 1946 |
| USS Aiden (DD-211)              | -                                 | William Cramp & Sons       | 24 octobre 1918   | 24 novembre 1919  | 13 août 1945              | Vendu pour la ferraille le 30 novembre 1945 |
| USS Smith Thompson (DD-212)     | -                                 | William Cramp & Sons       | 14 août 1918      | 16 août 1919      | 15 mai 1936               | Coulé comme cible le 25 juillet 1936 |
| USS Barker (DD-213)             | -                                 | William Cramp & Sons       | 30 avril 1919     | 27 décembre 1919  | 18 juillet 1945           | Vendu pour la ferraille le 30 novembre 1945 |
| USS Tracy (DD-214)              | DM-19                             | William Cramp & Sons       | 30 avril 1919     | 9 mars 1920       | 16 janvier 1946           | Vendu pour la ferraille le 16 mai 1946 |
| USS Borie (DD-215)              | -                                 | William Cramp & Sons       | 30 avril 1919     | 24 mars 1920      | -                         | Coulé le 2 novembre 1943 après un combat contre l'U-405                                                                                                  |
| USS John D. Edwards (DD-216)    | -                                 | William Cramp & Sons       | 21 mai 1919       | 6 avril 1920      | 18 juillet 1946           | Vendu pour la ferraille le 30 novembre 1945 |
| USS Whipple (DD-217)            | AG-117                            | William Cramp & Sons       | 12 juillet 1919   | 23 avril 1920     | 9 novembre 1945           | Vendu pour la ferraille en 1946 |
| USS Parrott (DD-218)            | -                                 | William Cramp & Sons       | 23 juillet 1919   | 11 mai 1920       | 16 juin 1944              | Vendu pour la ferraille le 5 avril 1947 |
| USS Edsall (DD-219)             | -                                 | William Cramp & Sons       | 15 septembre 1919 | 26 novembre 1920  | -                         | Coulé le 1er mars 1942 |
| USS MacLeish (DD-220)           | AG-87                             | William Cramp & Sons       | 19 août 1919      | 2 août 1920       | 8 mars 1946               | Vendu pour la ferraille le 3 décembre 1946 |
| USS Simpson (DD-221)            | AG-97                             | William Cramp & Sons       | 9 octobre 1919    | 3 novembre 1920   | 29 mars 1946              | Vendu pour la ferraille le 21 novembre 1946 |
| USS Bulmer (DD-222)             | AG-86                             | William Cramp & Sons       | 11 août 1919      | 16 août 1920      | 16 août 1946              | Vendu pour la ferraille le 27 février 1947 |
| USS McComick (DD-223)           | AG-118                            | William Cramp & Sons       | 11 août 1919      | 30 août 1920      | 4 octobre 1945            | Vendu pour la ferraille le 15 décembre 1946 |
| USS Stewart (DD-224)            | patrouilleur No 102               | William Cramp & Sons       | 9 septembre 1919  | 15 septembre 1920 | 17 avril 1946             | Coulé comme cible le 24 mai 1946 |
| USS Pope (DD-225)               | -                                 | William Cramp & Sons       | 9 septembre 1919  | 27 octobre 1920   | -                         | Coulé en mer de Java le 17 mars 1942 |
| USS Peary (DD-226)              | -                                 | William Cramp & Sons       | 9 septembre 1919  | 22 octobre 1920   | -                         | Coulé au port de Darwin le 19 février 1942 |
| USS Pillsbury (DD-227)          | -                                 | William Cramp & Sons       | 23 octobre 1919   | 15 décembre 1920  | -                         | Coulé en mer de Java le 1er mars 1942 |
| USS John D. Ford (DD-228)       | AG-119                            | William Cramp & Sons       | 11 novembre 1919  | 30 décembre 1920  | 2 novembre 1945           | Vendu pour la ferraille le 30 septembre 1947 |
| USS Truxtun (DD-229)            | -                                 | William Cramp & Sons       | 3 décembre 1919   | 16 février 1921   | -                         | Perdu par échouement le 18 février 1942 |
| USS Paul Jones (DD-230)         | AG-120                            | William Cramp & Sons       | 23 décembre 1919  | 19 avril 1921     | 5 novembre 1945           | Vendu pour la ferraille le 5 novembre 1947 |
| USS Hatfield (DD-231)           | AG-84                             | New York Shipbuilding      | 10 juin 1918      | 16 avril 1920     | 13 décembre 1941          | Vendu pour la ferraille le 9 mai 1917 |
| USS Brooks (DD-232)             | APD-10                            | New York Shipbuilding      | 11 juin 1918      | 18 juin 1920      | 2 août 1945               | Vendu pour la ferraille le 30 janvier 1945 |
| USS Gilmer (DD-233)             | APD-11                            | New York Shipbuilding      | 25 juin 1918      | 30 avril 1920     | 5 février 1946            | Vendu pour la ferraille le 3 décembre 1946 |
| USS Fox (DD-234)                | AG-85                             | New York Shipbuilding      | 25 juin 1918      | 17 mai 1920       | 29 mars 1945              | Vendu pour la ferraille le 12 novembre 1946 |
| USS Kane (DD-235)               | APD-18                            | New York Shipbuilding      | 3 juillet 1918    | 11 juin 1920      | 24 janvier 1946           | Vendu pour la ferraille le 21 juin 1946 |
| USS Humphreys (DD-236)          | APD-12                            | New York Shipbuilding      | 31 juillet 1918   | 21 juillet 1920   | 26 octobre 1945           | Vendu pour la ferraille le 26 août 1946 |
| USS McFarland (DD-237)          | AVD-14 et APD-26 (annulée)        | New York Shipbuilding      | 31 juillet 1918   | 30 septembre 1920 | 8 novembre 1945           | Vendu pour la ferraille le 19 octobre 1946 |
| USS James K. Paulding (DD-238)  | -                                 | New York Shipbuilding      | 31 juillet 1918   | 29 novembre 1920  | 10 février 1931           | Vendu pour la ferraille le 16 mars 1939 |
| USS Overton (DD-239)            | APD-23                            | New York Shipbuilding      | 30 octobre 1918   | 30 juin 1920      | 28 juillet 1945           | Vendu pour la ferraille le 30 novembre 1945 |
| USS Sturtevant (DD-240)         | -                                 | New York Shipbuilding      | 23 novembre 1918  | 24 septembre 1920 | -                         | Saute sur une mine le 26 avril 1942 |
| USS Childs (DD-241)             | AVP-14 et AVD-1                   | New York Shipbuilding      | 19 mars 1919      | 22 octobre 1920   | 10 décembre 1945          | Vendu pour la ferraille le 23 mai 1946 |
| USS King (DD-242)               | -                                 | New York Shipbuilding      | 28 avril 1919     | 16 décembre 1920  | 23 octobre 1945           | Vendu pour la ferraille le 29 septembre 1946 |
| USS Sands (DD-243)              | APD-13                            | New York Shipbuilding      | 22 mars 1919      | 10 novembre 1920  | 19 octobre 1945           | Vendu pour la ferraille le 23 mai 1946 |
| USS Williamson (DD-244)         | AVP-15, AVD-2 et APD-27 (annulée) | New York Shipbuilding      | 27 mars 1919      | 29 octobre 1920   | 8 novembre 1945           | Vendu pour la ferraille le 30 octobre 1946 |
| USS Reuben James (DD-245)       | -                                 | New York Shipbuilding      | 2 avril 1919      | 24 septembre 1920 | -                         | Coulé par l'U-552 le 31 octobre 1941 |
| USS Bainbridge (DD-246)         | -                                 | New York Shipbuilding      | 26 mai 1919       | 9 février 1921    | 21 juillet 1945           | Vendu pour la ferraille le 30 novembre 1945 |
| USS Golf (DD-247)               | -                                 | New York Shipbuilding      | 16 juin 1919      | 19 juin 1921      | 21 juillet 1945           | Vendu pour la ferraille le 30 novembre 1945 |
| USS Barry (DD-248)              | APD-29                            | New York Shipbuilding      | 26 juillet 1919   | 28 décembre 1920  | -                         | Touché par un kamikaze le 25 mai 1945 puis leurre en juin 1945                                                                                           |
| USS Hopkins (DD-249)            | DMS-13                            | New York Shipbuilding      | 30 juillet 1919   | 21 mars 1921      | 21 décembre 1945          | Vendu pour la ferraille le 8 novembre 1946 |
| USS Lawrence (DD-250)           | -                                 | New York Shipbuilding      | 14 août 1919      | 18 avril 1921     | 24 octobre 1945           | Vendu pour la ferraille le 1er octobre 1946 |
| USS Belknap (DD-251)            | AVD-8 et APD-34                   | Bethleheom Fore River      | 3 septembre 1918  | 28 avril 1919     | -                         | Touché par un kamikaze le 11 janvier 1945 puis vendu pour la ferraille le 30 novembre 1945                                                               |
| USS McCook (DD-252)             | HMCS St Croix                     | Bethlehem Fore River       | 10 septembre 1918 | 30 avril 1919     | 24 septembre 1940         | Coulé par l'U-305 le 20 septembre 1943 |
| USS McCalla (DD-253)            | HMS Stanley                       | Bethlehem Fore River       | 25 septembre 1918 | 19 mai 1919       | 23 octobre 1940           | Coulé par l'U-574 le 13 décembre 1941 |
| USS Rodgers (DD-254)            | HMS Sherwood                      | Bethlehem Fore River       | 5 octobre 1918    | 22 juillet 1919   | 23 octobre 1940           | Coulé comme cible en 1945 |
| USS Osmond Ingram (DD-255)      | AVD-9 et APD-35                   | Bethlehem Fore River       | 15 octobre 1918   | 28 juin 1919      | 8 janvier 1946            | Vendu pour la ferraille le 17 juin 1946 |
| USS Bancroft (DD-256)           | HMCS St Francis                   | Bethlehem Fore River       | 4 novembre 1918   | 30 juin 1919      | 24 septembre 1940         | Coulé par une collision pendant son remorquage le 14 juillet 1945                                                                                        |
| USS Welles (DD-257)             | HMS Cameron                       | Bethlehem Fore River       | 18 novembre 1918  | 2 septembre 1919  | 9 septembre 1940          | Rayé des listes le 5 octobre 1943 puis vendu pour la ferraille                                                                                           |
| USS Aulick (DD-258)             | HMS Burnham                       | Bethlehem Fore River       | 3 décembre 1918   | 26 juillet 1919   | 9 octobre 1940            | Vendu pour la ferraille en 1947 |
| USS Tuner (DD-259)              | YW-56 et IX-98                    | Bethlehem Fore River       | 21 décembre 1918  | 24 septembre 1919 | 17 avril 1946             | Vendu pour la ferraille le 20 février 1947 |
| USS Gillis (DD-260)             | AVD-12                            | Bethlehem Fore River       | 27 décembre 1918  | 3 septembre 1919  | 15 octobre 1945           | Vendu pour la ferraille le 29 janvier 1946 |
| USS Delphy (DD-261)             | -                                 | Bethlehem Sqantum          | 20 avril 1918     | 30 novembre 1918  | -                         | Perdu à Honda Point le 8 septembre 1923 |
| USS McDermut (DD-262)           |                                   | Bethlehem Sqantum          | 20 avril 1918     | 27 mars 1919      | 22 mai 1929               | Vendu pour la ferraille le 25 février 1932 |
| USS Laub (DD-263)               | HMS Burwell                       | Bethlehem Sqantum          | 20 avril 1918     | 17 mars 1919      | 9 octobre 1940            | Vendu pour la ferraille en 1947 |
| USS McLanahan (DD-264)          | HMS Brardford                     | Bethlehem Sqantum          | 20 avril 1918     | 5 avril 1919      | 9 octobre 1940            | Vendu pour la ferraille en 1946 |
| USS Edwards (DD-265)            | HMS Buxton et HMSC Buxton         | Bethlehem Sqantum          | 20 avril 1918     | 24 avril 1919     | 9 octobre 1940            | Vendu pour la ferraille en 1947 |
| USS Greene (DD-266)             | AVD-13 et APD-36                  | Bethlehem Sqantum          | 3 juin 1918       | 9 mai 1919        | -                         | Perdu lors d'un typhon le 9 octobre 1941 et vendu pour la ferraille le 11 février 1946                                                                   |
| USS Ballard (DD-267)            | AVD-10                            | Bethlehem Sqantum          | 3 juin 1918       | 5 juin 1919       | 5 décembre 1945           | Vendu pour la ferraille le 23 mai 1946 |
| USS Shubrick (DD-268)           | HMS Ripley                        | Bethlehem Sqantum          | 3 juin 1918       | 3 juillet 1919    | 26 novembre 1940          | Vendu pour la ferraille en 1945 |
| USS Bailey (DD-269)             | HMS Reading                       | Bethlehem Sqantum          | 3 juin 1918       | 27 juin 1919      | 26 novembre 1940          | Vendu pour la ferraille en 1945 |
| USS Thomton (DD-270)            | AVD-11                            | Bethlehem Sqantum          | 3 juin 1918       | 15 juillet 1919   | 2 mai 1945                | Échoué le 2 mai 1945 |
| USS Morris (DD-271)             | -                                 | Bethlehem Sqantum          | 20 juillet 1918   | 21 juillet 1919   | 19 mai 1936               | Vendu pour la ferraille le 29 septembre 1936 |
| USS Tingey (DD-272)             |                                   | Bethlehem Sqantum          | 8 août 1918       | 25 juillet 1919   | 19 mai 1936               | Vendu pour la ferraille le 29 septembre 1936 |
| USS Swasey (DD-273)             | HMS Rockingham                    | Bethlehem Sqantum          | 27 août 1918      | 8 août 1919       | 26 novembre 1940          | Endommagé par une mine le 27 septembre 1944 et coule pendant son remorquage                                                                              |
| USS Meade (DD-274)              | HMS Ramsey                        | Bethlehem Sqantum          | 24 septembre 1918 | 8 septembre 1919  | 26 novembre 1940          | Vendu pour la ferraille en juillet 1941 |
| USS Sinclair (DD-275)           | -                                 | Bethlehem Sqantum          | 11 octobre 1918   | 8 octobre 1919    | 1er juin 1930             | Vendu pour la ferraille le 30 août 1935 |
| USS McCawley (DD-276)           | -                                 | Bethlehem Sqantum          | 2 novembre 1918   | 22 septembre 1919 | 1er avril 1930            | Vendu pour la ferraille le 2 septembre 1931 |
| USS Moody (DD-277)              | -                                 | Bethlehem Sqantum          | 9 décembre 1918   | 10 décembre 1919  | 2 juin 1930               | Vendu en 1931 à la MGM pour le tournage d'un film où il figurait comme destroyer allemand. Coulé pour le tournage d'une scène du film le 21 février 1933 |
| USS Henshaw (DD-278)            | -                                 | Bethlehem Sqantum          | 31 décembre 1918  | 10 décembre 1919  | 11 mars 1930              | Vendu pour la ferraille en 1930 |
| USS Meyer (DD-279)              | -                                 | Bethlehem Sqantum          | 6 février 1919    | 17 décembre 1919  | 15 mai 1929               | Vendu pour la ferraille en 1932 |
| USS Doyen (DD-280)              | -                                 | Bethlehem Sqantum          | 24 mars 1919      | 17 décembre 1919  | 25 février 1930           | Vendu pour la ferraille en 1930 |
| USS Sharkey (DD-281)            | -                                 | Bethlehem Sqantum          | 14 avril 1919     | 28 novembre 1919  | 1er mai 1930              | Vendu pour la ferraille en 1931 |
| USS Toucey (DD-282)             | -                                 | Bethlehem Sqantum          | 26 avril 1919     | 9 décembre 1919   | 1er mai 1930              | Vendu pour la ferraille en 1931 |
| USS Breck (DD-283)              | -                                 | Bethlehem Sqantum          | 26 avril 1919     | 1er décembre 1919 | 1er mai 1930              | Vendu pour la ferraille en 1931 |
| USS Isherwood (DD-284)          | -                                 | Bethlehem Sqantum          | 24 mai 1919       | 4 décembre 1919   | 1er mai 1930              | Vendu pour la ferraille en 1931 |
| USS Case (DD-285)               | -                                 | Bethlehem Sqantum          | 3 juin 1919       | 8 décembre 1919   | 1er mai 1930              | Vendu pour la ferraille en 1931 |
| USS Lardner (DD-286)            | -                                 | Bethlehem Sqantum          | 14 juin 1919      | 1000cembre 1919   | 1er mai 1930              | Vendu pour la ferraille en 1931 |
| USS Putnam (DD-287)             | -                                 | Bethlehem Sqantum          | 30 juin 1919      | 18 décembre 1919  | 1er mai 1930              | Vendu pour la ferraille en 1931 |
| USS Worden (DD-288)             | -                                 | Bethlehem Sqantum          | 30 juin 1919      | 24 février 1920   | 1er mai 1930              | Vendu en 1931. Perdu par échouement dans le golfe du Mexique en 1932                                                                                     |
| USS Flusser (DD-289)            | -                                 | Bethlehem Sqantum          | 21 juillet 1919   | 25 février 1920   | 1er mai 1930              | Vendu pour la ferraille en 1931 |
| USS Dale (DD-290)               | -                                 | Bethlehem Sqantum          | 29 juillet 1919   | 16 février 1920   | 1er mai 1930              | Vendu comme bananier en 1931 puis comme transport en 1942 et coulé en 1943                                                                               |
| USS Converse (DD-291)           | -                                 | Bethlehem Sqantum          | 13 août 1919      | 28 avril 1920     | 1er mai 1930              | Vendu pour la ferraille en 1931 |
| USS Reid (DD-292)               | -                                 | Bethlehem Sqantum          | 9 septembre 1919  | 3 décembre 1919   | 1er mai 1930              | Vendu pour la ferraille en 1931 |
| USS Bilingsley (DD-293)         | -                                 | Bethlehem Sqantum          | 8 septembre 1919  | 1er mars 1920     | 1er mai 1930              | Vendu pour la ferraille en 1931 |
| USS Charles Ausburn (DD-294)    | -                                 | Bethlehem Sqantum          | 11 septembre 1919 | 23 mars 1920      | 1er mai 1930              | Vendu pour la ferraille en 1931 |
| USS Osborne (DD-295)            | -                                 | Bethlehem Sqantum          | 23 septembre 1919 | 17 mai 1920       | 1er mai 1930              | Vendu comme bananier en 1931 puis coulé comme transport en juin 1942                                                                                     |
| USS Chauncey (DD-296)           | -                                 | Union Iron Works           | 17 juin 1918      | 25 juin 1919      | -                         | Perdu à Honda Point le 8 septembre 1923 |
| USS Fuller (DD-297)             | -                                 | Union Iron Works           | 4 juillet 1918    | 28 février 1920   | -                         | Perdu à Honda Point le 8 septembre 1923 |
| USS Percival (DD-298)           | -                                 | Union Iron Works           | 4 juillet 1918    | 31 mars 1920      | 6 avril 1930              | Vendu pour la ferraille le 19 mars 1931 |
| USS John Francis Bumes (DD-299) | (ex Swasey)                       | Union Iron Works           | 4 juillet 1918    | 1er mai 1920      | 25 février 1930           | Vendu pour la ferraille le 10 juin 1931 |
| USS Farragut (DD-300)           | -                                 | Union Iron Works           | 4 juillet 1918    | 4 juin 1920       | 1er avril 1930            | Vendu pour la ferraille le 31 octobre 1931 |
| USS Somers (DD-301)             | -                                 | Union Iron Works           | 4 juillet 1918    | 23 juin 1920      | 1er avril 1930            | Vendu pour la ferraille en 1931 |
| USS Stoddert (DD-302)           | AG-18                             | Union Iron Works           | 4 juillet 1918    | 30 juin 1920      | 10 janvier 1933           | Vendu pour la ferraille le 30 août 1935 |
| USS Reno (DD-303)               | -                                 | Union Iron Works           | jume 1918         | 23 juillet 1920   | 18 janvier l930           | Vendu pour la ferraille en 1931 |
| USS Farquhar (DD-304)           | -                                 | Union Iron Works           | 13 août 1918      | 31 juillet 1920   | 20 février 1930           | Vendu pour la ferraille en 1932 |
| USS Thompson (DD-305)           | -                                 | Union Iron Works           | 14 août 1918      | 16 août 1920      | 4 avril 1930              | Restaurant jusqu'en février 1914, puis coulé comme cible, l'épave est toujours existante dans la baie de San Francisco                                   |
| USS Kennedy (DD-306)            | -                                 | Union Iron Works           | 25 septembre 1918 | 28 août 1920      | 1er mai 1930              | Vendu pour la ferraille le 19 mars 1931 |
| USS Paul Hamilton (DD-307)      | (ex Hamilton)                     | Union Iron Works           | 8 juin 1918       | 24 septembre 1920 | 20 janvier 1900           | Vendu pour la ferraille en 1931 |
| USS William Jones (DD-308)      | -                                 | Union Iron Works           | 2 octobre 1918    | 30 septembre 1920 | 24 mai 1930               | Vendu pour la ferraille en 1931 |
| USS Woodbury (DD-309)           | -                                 | Union Iron Works           | 30 octobre 1918   | 20 octobre 1920   | -                         | Perdu à Honda Point le 8 septembre 1923 |
| USS S.P. Lee (DD-310)           | -                                 | Union Iron Works           | 31 décembre 1918  | 30 octobre 1920   | -                         | Perdu à Honda Point le 8 septembre 1923 |
| USS Nicholas (DD-311)           | -                                 | Union Iron Works           | 11 janvier 1919   | 23 novembre 1920  | -                         | Perdu à Honda Point le 8 septembre 1923 |
| USS Young (DD-312)              | -                                 | Union Iron Works           | 28 janvier 1919   | 29 novembre 1920  | -                         | Perdu à Honda Point le 8 septembre 1923 |
| USS Zeilin (DD-313)             | -                                 | Union Iron Works           | 20 février 1919   | 10 décembre 1920  | 22 janvier 1930           | Vendu pour la ferraille en 1930 |
| USS Yarborough (DD-314)         | -                                 | Union Iron Works           | 27 février 1919   | 31 décembre 1920  | 29 mai 1930               | Vendu pour la ferraille le 25 février 1932 |
| USS La Vallette (DD-315)        | -                                 | Union Iron Works           | 14 avril 19i19    | 24 décembre 1920  | 19 avril 1930             | Vendu pour la ferraille en 1931 |
| USS Sloat (DD-316)              | -                                 | Union Iron Works           | 18 janvier 1919   | 30 décembre 1920  | 2 juin 1930               | Coulé comme cible le 26 juin 1935 |
| USS Wood (DD-317)               | -                                 | Union Iron Works           | 23 janvier 1919   | 28 janvier 1921   | 31 mars 1930              | Vendu pour la ferraille le 14 novembre 1930 |
| USS Shirk (DD-318)              | -                                 | Union Iron Works           | 23 février 1919   | 25 janvier 1921   | 8 février 1930            | Vendu pour la ferraille le 27 janvier 1931 |
| USS Kidder (DD-319)             | -                                 | Union Iron Works           | 5 mars 1919       | 7 février 1921    | 18 mars 1930              | Vendu pour la ferraille le 31 octobre 1930 |
| USS Selfridge (DD-320)          | -                                 | Union Iron Works           | 28 avril 1919     | 17 février 1921   | 8 février 1930            | Vendu pour la ferraille en septembre 1931 |
| USS Marcus (DD-321)             | -                                 | Union Iron Works           | 20 mai 1919       | 23 février 1921   | 31 mai 1930               | Coulé comme cible le 25 juin 1935 |
| USS Mervine (DD-322)            | -                                 | Union Iron Works           | 28 avril 1919     | 28 février 1921   | 4 juin 1900               | Vendu pour la ferraille en 1931 |
| USS Chase (DD-323)              | -                                 | Union Iron Works           | 5 mai 1919        | 10 mars 1921      | 15 mai 1930               | Vendu pour la ferraille en 1931 |
| USS Robert Smith (DD-324)       | -                                 | Union Iron Works           | 13 mai 1919       | 17 mars 1921      | 1er mars 1930             | Vendu pour la ferraille en 1931 |
| USS Mullany (DD-325)            | -                                 | Union Iron Works           | 3 juin 1919       | 29 mars 1921      | 1er mai 1930              | Vendu pour la ferraille le 19 mars 1931 |
| USS Coghlan (DD-326)            | -                                 | Union Iron Works           | 25 juin 1919      | 31 mars 1921      | 1er mai 1930              | Vendu pour la ferraille le 17 janvier 1931 |
| USS Preston (DD-327)            | -                                 | Union Iron Works           | 19 juillet 1919   | 13 avril 1921     | 1er mai 1930              | Vendu pour la ferraille le 23 août 1932 |
| USS Lamson (DD-328)             | -                                 | Union Iron Works           | 13 août 1919      | 19 avril 1921     | 1er mai 1930              | Vendu pour la ferraille le 17 janvier 1931 |
| USS Bruce (DD-329)              | -                                 | Union Iron Works           | 30 juillet 1919   | 29 septembre 1920 | 1er mai 1930              | Vendu pour la ferraille le 23 août 1932 |
| USS Hull (DD-330)               | -                                 | Union Iron Works           | 13 septembre 1920 | 26 avril 1921     | 31 mars 1930              | Vendu pour la ferraille le 10 juin 1931 |
| USS Macdonough (DD-331)         | -                                 | Union Iron Works           | 24 mai 1920       | 30 avril 1921     | 8 janvier 1930            | Vendu pour la ferraille le 20 décembre 1930 |
| USS Farenholt (DD-332)          | -                                 | Union Iron Works           | 13 septembre 1920 | 10 mai 1921       | 21 février 1930           | Vendu pour la ferraille le 10 juin 1931 |
| USS Summer (DD-333)             | -                                 | Union Iron Works           | 27 août 1919      | 27 mai 1921       | 5 février 1930            | Vendu pour la ferraille le 12 juin 1934 |
| USS Corry (DD-334)              | -                                 | Union Iron Works           | 15 septembre 1920 | 25 mai 1921       | 5 février 1930            | Vendu pour la ferraille en 1930 |
| USS Melvin (DD-335)             | -                                 | Union Iron Works           | 15 septembre 1920 | 31 mai 1921       | 8 mai 1930                | Vendu pour la ferraille en 1930 |
| USS Litchfield (DD-336)         | AG-95                             | Mare Island Nayal Shipyard | 15 janvier 1919   | 12 mai 1920       | 5 novembre 1945           | Vendu pour la ferraille en 1946 |
| USS Zane (DD-337)               | DMS-14 et AG-109                  | Mare Island Nayal Shipyard | 15 janvier 1919   | 15 février 1921   | 15 décembre 1945          | Vendu pour la ferraille le 22 octobre 1946 |
| USS Wasmulh (DD-338)            | DMS-15                            | Mare Island Nayal Shipyard | 12 août 1919      | 15 décembre 1921  | -                         | Coulé par ses charges de profondeur le 29 décembre 1942                                                                                                  |
| USS Trever (DD-339)             | DMS-16 et AG-110                  | Mare Island Nayal Shipyard | 12 août 1919      | 3 août 1922       | 23 novembre 1945          | Vendu pour la ferraille le 12 novembre 1946 |
| USS Perry (DD-340)              | DMS-17                            | Mare Island Nayal Shipyard | 15 septembre 1920 | 7 août 1922       | -                         | Coulé par une mine le 13 septembre 1944 |
| USS Decatur (DD-341)            | -                                 | Mare Island Nayal Shipyard | 15 septembre 1920 | 9 août 1922       | 28 juillet 1945           | Vendu pour la ferraille le 30 novembre 1945 |
| USS Hulbert (DD-342)            | AVP-19 et AVD-6                   | Norfolk Navy Yard          | 18 novembre 1918  | 27 octobre 1920   | 2 novembre 1945           | Vendu pour la ferraille le 31 octobre 1946 |
| USS Noa (DD-343)                | APD-24                            | Norfolk Navy Yard          | 18 novembre 1918  | 15 février 1921   | -                         | Coulé par collision avec DD-474 le 12 septembre 1944 |
| USS William B. Preston (DD-344) | AVP-20 et AVD-7                   | Norfolk Navy Yard          | 18 novembre 1918  | 23 août 1920      | 6 décembre 1945           | Vendu pour la ferraille le 26 novembre 1946 |
| USS Preble (DD-345)             | DM-20 et AG-99                    | Bath Iron Works            | 12 avril 1919     | 19 mars 1920      | 7 décembre 1945           | Vendu pour la ferraille le 26 octobre 1946 |
| USS Sicard (DD-346)             | DM-21 et AG-100                   | Bath Iron Works            | 18 mars 1919      | 9 juin 1920       | 21 novembre 1945          | Vendu pour la ferraille le 22 juin 1946 |
| USS Pruitt (DD-347)             | DM-22 et AG-101                   | Bath Iron Works            | 25 juin 1919      | 2 septembre 1920  | 16 novembre 1945          | Vendu pour la ferraille en 1946 |